# Палестинска кухиња
Палестинска кухиња се састоји од хране коју обично једу Палестинци, или у региону Палестине (Израелу, Јордану...) или коју користи палестинска дијаспора. Кухиња је ширење култура цивилизација које су се населиле у региону Палестине, посебно током и након исламске ере, почевши од освајања арапских Омејада, затим од евентуалних Абасида под персијским утицајем и завршавајући снажним утицајима турске кухиње, што је резултирало од доласка Турака Османлија. Слична је другим левантским кухињама, укључујући либанску, сиријску и јорданску.
Стилови кувања се разликују, а типови стилова кувања и састојци који се користе углавном се заснивају на клими и локацији одређеног региона и на традицији. Пиринач и варијације кибија су уобичајене у Галилеји. Западна обала се првенствено бави тежим оброцима који укључују употребу табунског хлеба, пиринча и меса, а становници обалних равница често користе рибу, друге морске плодове и сочиво. Кухиња Газе је варијација кухиње Леванта, али је разноврснија у морским плодовима и зачинима. Становници Газе такође у великој мери конзумирају чили паприке. Оброци се обично једу у домаћинству, али је ручање постало истакнуто, посебно током забава на којима се служе лагани оброци као што су салате, умаци од хлеба и месо на ражњу.
Подручје је такође дом многих десерта, од оних које се праве редовно до оних које се обично резервишу за празнике. Већина палестинских слаткиша су пецива пуњена или заслађеним сиревима, урмама или разним орашастим плодовима као што су бадеми, ораси или пистаћи. Пића би такође могла зависити од празника као што је Рамазан, када се сокови од рогача, тамаринда и кајсије конзумирају током заласка сунца. Кафа се конзумира током целог дана, а алкохол није много распрострањен међу становништвом; међутим, хришћани и неки муслимани конзумирају нека алкохолна пића као што су арак или пиво.

## Историја
Регион јужног Леванта има разнолику прошлост и као такав, његова кухиња има доприносе из различитих култура.
Након што су област коју су првобитно насељавали Јевреји, Едомити, Моавци и Амонци освојили муслимани у 7. веку нове ере, она је постала део Билад ал-Шама под именом Јунд Филастин. Стога су многи аспекти палестинске кухиње слични кухињи Сирије — посебно у Галилеји. Савремена сиријско-палестинска јела су генерално била под утицајем владавине три главне исламске групе: Арапа, Арапа под персијским утицајем (Ирачана) и Турака.

Арапи који су освојили Сирију и Палестину у почетку су имали једноставне кулинарске традиције првенствено засноване на употреби пиринча, јагњетине, јогурта и урми. Ова кухиња није напредовала вековима све до успона Абасидског калифата, који је успоставио Багдад као своју престоницу и интегрисао елементе персијске кухиње у постојећу арапску кухињу. Јерусалимски географ ал-Мукадаси је рекао ово о палестинској храни:
Из Палестине долазе маслине, суве смокве, суво грожђе, плод рогача... из Јерусалима долазе сиреви и суво грожђе врсте познатих као Аинуни и Дури, одличне јабуке... такође пињоли од врсте 'Кураиш' , а њима једнаких нема нигде другде... из Сугара и Баjсана потичу урме, стаза која се зове Дибс.
Кухиња Османског царства — која је укључила Палестину 1516. године — била је делимично састављена од онога што је до тада постало „богата“ арапска кухиња. После Кримског рата, 1855. године, многе друге заједнице, укључујући Босанце, Грке, Французе и Италијане, почеле су да се насељавају на том подручју, посебно у урбаним центрима као што су Јерусалим, Јафа и Витлејем. Кухиње ових заједница су допринеле карактеру палестинске кухиње, посебно заједнице са Балкана.
Све до отприлике 1950-1960-их, главни састојци за руралну палестинску кухињу били су маслиново уље, оригано и хлеб печени у једноставној рерни званој табун. Аутор Г. Робинсон Лис, који је писао 1905. године, приметио је да „пећ није у кући, већ има сопствену зграду, заједничко власништво неколико породица чија је дужност да је увек одржавају топлом.“

## Регионалне кухиње
Постоје три примарне кулинарске регије у историјској Палестини — Галилеја, Газа и Западна обала (која има своје кулинарске подрегије у распону од севера до југа). У Галилеји, булгур и месо (говедина или јагњетина) су примарни састојци који се често комбинују у неколико варијација јела у распону од оброка за породицу до прилога. Међутим, на Западној обали и Појасу Газе, становништво има свој стил кувања. На Западној обали, оброци су посебно тешки и у супротности са храном северног Леванта. Главна јела укључују пиринач, сомун и печено месо. Основна храна становника Појаса Газе је риба због њеног положаја на обали Средоземног мора. На њихове кулинарске утицаје такође снажно утиче традиционална египатска кухиња, а најчешћи зачини су чили паприка, семенке копра и бели лук. Иако је кухиња разноврсна, Палестинци генерално нису ограничени на храну свог специфичног региона и постоји стална кулинарска дифузија међу њима—мада, због изолације Газе од других палестинских и левантинских арапских области, њихови стилови кувања су мање познати у региону .

### Галилеја
Галилеја је под великим утицајем либанске кухиње, због опсежне комуникације између два региона пре успостављања Израела. Галилеја је специјализована за низ оброка заснованих на комбинацији булгура, зачина и меса, познатих као киби код Арапа. Киби би-синијех је комбинација млевеног јагњећег или јунећег меса помешаног са бибером, алеве паприком и другим зачинима умотаних у кору од булгура, а затим печено. Киби би-синијех може послужити као главно јело током палестинског ручка. Киби неје је варијација кибија која се служи као сирово месо помешано са булгуром и разним зачинима. Највише се једе као прилог, а за хватање меса користи се пита или маркук хлеб. Његови остаци се обично кувају као други оброк следећег дана, као што су пржене киби куглице.
Специфичан оброк од пиринча, који се зове пилав, уобичајен је у Галилеји и састоји се од мешавине пиринча са сецканом јагњетином и пињолима ароматизованих разним зачинима, уз јагњећи бут или целе кокошке. Поред тога, у посебним приликама се једу разна јела од ћуфте и кромпира. Шиш ћевап или лахме машви и шиш таук су месо са роштиља на ражњу и обично се једу након низа предјела познатих као мезе.

### Западна обала
Мусака је уобичајено главно јело које потиче из области Џенин и Тулкарм на северној Западној обали. Састоји се од печене пилетине преко табунског хлеба који је преливен комадићима прженог слатког лука, сумака, алеве паприке и пињола. Маклуба је наопако постављена тепсија од пиринча и печених патлиџана помешана са куваним карфиолом, шаргарепом и пилетином или јагњетином. Оброк је познат широм Леванта, али посебно међу Палестинцима. Датира из 13. века.
Мансаф је традиционални оброк на централној Западној обали и региону Накаб на јужној Западној обали, који вуче корене из бедуинске популације Јордана. Углавном се кува у приликама као што су празници, венчања или велика окупљања. Мансаф се кува као јагњећи бут или велики комади јагњетине на врху табу хлеба који је обично угушен жутим пиринчем. Врста густог и осушеног јогурта од козјег млека, званог џамид, сипа се на јагњетину и пиринач да би му дала посебан укус и арому. Јело је такође украшено куваним пињолима и бадемима. Класични облик једења мансафа је употреба десне руке као прибора. Ради учтивости, учесници гозбе цепају комаде меса да би их предали особи до себе.
Поред оброка, многе подрегије Западне обале имају своје џемове на бази воћа. У области Хеброна, примарни усеви су грожђе. Породице које живе у овој области беру грожђе у пролеће и лето да би произвеле разне производе, од сувог грожђа, џемова и меласе познате као дибс. Подручје Витлејема (посебно Беит Јала и Јифна), регионално је познато по својим кајсијама и џемом од кајсија, као и област Тулкарма по маслинама и маслиновом уљу.

### Газа
На кухињу појаса Газе утичу и суседни Египат и његова локација на обали Средоземног мора. Основна храна за већину становника овог подручја је риба. Појас Газе има велику рибарску индустрију и риба се често служи или пржена или печена након што је напуњена коријандером, белим луком, црвеним паприкама и кумином, потом маринирана у мешавини коријандера, црвених паприка, кумина и сецканих лимана. Поред рибе, као и других врста морских плодова, стилови кувања у Гази су под утицајем египатских кулинарских утицаја. Ово углавном укључује употребу љутих паприка, белог лука и блитве за ароматизирање многих њихових јела. Зибдијех је глинено јело које се састоји од шкампа печених у чорби од маслиновог уља, белог лука, љутих папричица и пелата парадајза. Ракови се кувају, а затим пуне пастом од црвене љуте паприке која се зове шата.
Јело пореклом из области Газе је сумагија. Оброк се састоји од млевеног сумака натопљеног водом помешаног са тахином. Мешавина се додаје у исечену блитву и комадиће динстаног јунећег меса и гарбанзо пасуља и затим додатно зачини семенкама мирођије, белим луком и љутим папричицама. Често се једе хладно уз кхубз. Руманија зависи од одређеног доба године и састоји се од незрелих семенки нара, патлиџана, тахина, белог лука, љутих паприка и сочива. Фукхарит адас је споро кувана чорба од сочива ароматизована пахуљицама црвене паприке, згњеченим семенкама копра, белим луком и кимом, који се традиционално прави током зиме и раног пролећа.
Кидра је јело од пиринча названо по великој глиненој посуди и глиненој пећи која се користи за печење. У рерни, пиринач се кува са комадима меса, често јагњетине, целим чена белог лука, гарбанзо пасуљем, махунама кардамома и разним другим зачинима као што је куркума - која му даје жуту боју - цимет, алева паприка, мушкатни орашчић и ким. Обичан пиринач куван у месној или пилећој чорби и зачињен благим зачинима укључујући цимет познат је као фатех газавијех. Пиринач је слојевит преко танког маркук хлеба познатог као фараших, умочен у ги (египатска варијација путера) и преливен пуњеном пилетином или јагњетином. Оброк се једе са зеленом паприком и сосом од лимуна.

## Типови јела

### Јела са хлебом
Палестинци пеку разне врсте хлеба: они укључују кубц, питу, маркук и табун. Кубц је свакодневни хлеб и веома је сличан пити. Често заузима место прибора; Цепа се на комаде и користи се уз разне умаке као што су хумус или фул. Маркук хлеб је бесквасни хлеб танак као папир и у развученом стању је скоро провидан. Табун је добио име по пећницама које се користе за њихово печење.
Палестинци једу неколико врста сендвича и хране налик пици, укључујући манаиш, сфиха, фатајер и шаварма. Манаиш је печен сомун, обично преливен затаром и маслиновим уљем. Симбосех и фатајер су печена или понекад пржена теста пуњена млевеним месом, куваним луком или снобаром (пињоли). Фатајер је обично пресавијен у троуглове и за разлику од симбосеха, може се пунити спанаћем или затаром.
Сфиха је печени минијатурни сомун, преливен јагњетином и куваном црвеном паприком или парадајзом. Шаварма се углавном сервира у дугачком савијеном колуту кубца умотаног око јагњетине или пилетине уз киселу репу и краставце, парадајз, лук и тахину. Шаварма може да се послужи и уз јагњеће кришке на тањиру са тахином као прилогом. Фалафел су пржени пасуљ или понекад хумус, першун и лук пржени заједно као мале пљескавице. Обично се служе и једу умотане у кубц.

### Махаши
Махаши јела се састоје од пуњеног поврћа попут патлиџана, беби бундева, кромпира, шаргарепе и тиквица као и разног лиснатог поврћа, пре свега листова грожђа, купуса и ређе блитве. Махаши захтева деликатесност и време и то је главни разлог зашто се припрема дан раније од оног када се кува и сервира. Многе женске чланице породице учествују у ваљању и пуњењу поврћа, смањивајући количину потребног индивидуалног напора.
Варак ал-аиниб (листови грожђа; познат као долма у западним и балканским земљама), је махаши оброк резервисан за велика окупљања. То су листови грожђа који се обично умотају око млевеног меса, белог пиринча и парадајза исеченог на коцкице; међутим, месо се не користи увек. Затим се кува и сервира као десетине ролница на великом тањиру уз које се обично додају кришке куваног кромпира, шаргарепе и комадићи јагњетине. Коуса махши су тиквице пуњене истим састојцима као варак ал-'аиниб и обично се служе уз тешка јела. Ако се прави са великим бројем тиквица, познат је као варак ал-ајниб ва куса.

### Умаци и јела са стране
Умаци од хлеба и прилози као што су хумус, баба гануш, мутабел и лабене често се служе током доручка и вечере. Хумус, арапска реч за гарбанзо пасуљ, обично се прави као хумус би тахини. Палестинци гарбанзо пасуљ намоче водом преко ноћи, а затим га кувају у лонцу најмање сат времена. Добијени млевени пасуљ се помеша са тахинијем (паста од сусама) и понекад лимуновим соком. Често се пени у маслиновом уљу, а понекад се посипа паприком, ориганом и пињолима — што се посебно користи на Западној обали. Град Абу Гош, западно од Јерусалима, је популарна дестинација за хумус за Јевреје и туристе. Хумус се такође може мешати, кувати или кувати са фул (фава пасуљ) и резултира потпуно другачијим јелом званом мукхлута које има посебан укус и браонкасту боју.
Баба гануш је салата или умак од патлиџана  у неколико варијанти. Корен свих варијанти је пропечен и изгњечен патлиџан и тахини напухан маслиновим уљем, који се затим може зачинити белим луком, луком, паприком, млевеним семеном кима, наном и першуном. Мутабел је једна од зачињенијих варијанти која своју корицу добија од зелених чили папричица.
Џибнех Арабијех или џибнех баида је бели сир који се служи уз било које од горе наведених јела. Акави сир је уобичајена варијација џибнех баиде. Акави сир је глаткије текстуре и благог сланог укуса. Настао је у граду Ака (Акре) — отуда и назив Акави — у Галилеји. Лабанех је крем сир налик јогурту који се сервира на тањиру са маслиновим уљем и затаром—који се генерално назива лабенех ва затар—или у кубц сендвич.

### Салате
Салата у медитеранском стилу направљена на Леванту је табулех. Салата се прави од комадића першуна, булгура, парадајза исеченог на коцкице, краставца и пирја се са лимуновим соком и сирћетом. Године 2006. палестински кувари су припремили највећу чинију табулеа на свету у граду Рамали на Западној обали. Фатуш је комбинација кубц комада и першуна са сецканим краставцима, ротквицама, парадајзом и младим луком и ароматизована сумаком. Дага је газанска салата која се обично прави у глиненој посуди и представља мешавину згњеченог парадајза, чена белог лука, црвених љутих паприка, сецканог копра и маслиновог уља. Зачињен је лимуновим соком непосредно пре сервирања.

### Слаткиши
Палестински дезерти укључују баклаву, алву и канафе, као и друга пецива од гриза и пшенице. Баклава је пециво направљено од танких листића теста од бесквасног брашна, пуњено пистаћима и орасима заслађеним медом. Алва је блок посластица од заслађеног сусамовог брашна који се сервира на комаде. Мухалабија је пудинг од пиринча направљен од млека и преливен пистаћима или бадемима.
Ханафех, добро позната посластица у арапском свету и Турској, настала је у граду Наблусу на северу Западне обале. Направљен је од неколико финих комадића резанаца са сиром заслађеним медом у средини. Горњи слој пецива је обично обојен наранџастом бојом за храну и посут здробљеним пистаћима. Наблус је познат по свом ханафеху, делом због употребе белог саламуреног сира који је добио име по овом граду. Кувани шећер се користи као сируп за ханафех.

### Грицкалице
Уобичајено је да палестински домаћини својим гостима служе свеже и сушено воће, орашасте плодове, семенке и урме. Печене и усољене лубенице, семенке тикве и сунцокрета, као и пистаћи и индијски орах су уобичајене махунарке. Семенке лубенице, познате као бизир ал-батих, редовно се једу током разних лежерних активности: играња карата, пушења наргиле, разговора са пријатељима или пре и после јела.

## Структура јела
Палестинска култура и живот се врте око хране у сваком аспекту, било да је то обичан дан или посебна прилика као што је венчање или празник. Палестинци структуирају оброке у цикличном редоследу и обухватају два главна јела и неколико средњих јела као што су кафа, воће и слаткиши, као и вечера. Као иу већини арапских култура, оброци су време које се проводи са породицом и може трајати 1-2 сата у зависности од одређеног доба дана. За разлику од других култура, ручак је основно јело, а доручак и вечера су лакшег садржаја.
- Ифтур је термин за доручак, обично се састоји од пржених јаја, маслина, лабанеха, маслиновог уља или џемова. Хумус би-тахини се такође једе првенствено у ово доба дана.[23]
- Геда је термин за ручак, обично касно поподне. Ручак је најтежи оброк у дану, а главни састојци могу укључивати пиринач, јагњетину, пилетину, кувано поврће и облике махашија.[8][23]
- Асрунех Потиче од речи аср (дословно 'поподне') је термин за конзумацију разноврсног воћа и махунарки након гхеде.[23]
- Аша је термин за вечеру, која се обично једе у било које време од 20 до 22 сата. Аша је једноставнија од геде и неке намирнице које се конзумирају укључују фатајер, хумус би-тахини, разне салате и омлет у левантинском стилу који се зове иџе.[23]
- Хилев Понекад после или непосредно пре аше, као и приликом угошћавања гостију долазе разни слаткиши. Баклава је уобичајена и обично се купује у посластичарницама уместо да се прави код куће као што је мухалабије.
- Шај ва кахве Чај и кафа се послужују током дана пре, после и између ифтура, геде и аше.

## Ручак
- Матаим — сјајан низ хладних предјела познатих као мезе. Посебно се послужују хумус би-тахини, мухлута, понекад и скоро десетак варијанти салате од патлиџана, табулех, фатосух, чили паприка и салата од црвеног купуса и јела које припрема кувар. Кибе лоптице и сфиха су главна доступна топла предјела. Ресторани ретко нуде тешка јела, али уместо тога, међу јелима су шиш ћевап, шиш таук, јагњећа и пилећа прса.[27]
- ал-Маках — топли напици и безалкохолна пића и обично су ограничени на муштерије—који учествују у лежерним активностима као што су играње карата или бекгамон и пушење наргиле.[27]
- Махал илевајет — налазе се у тржницама градова и већих градова, нуде широк спектар слаткиша који су уобичајени за Палестинце, као што су канафех, баклава и колачићи са укусом аниса. Продавнице у породичном власништву често служе барем једну врсту слаткиша коју су сами направили.[28]
- Махал фалафел[29] — сендвич продавнице које нуде углавном фалафел и шаварму са неколико различитих садржаја.[30]

## Пића
Постоје два топла напитка која Палестинци конзумирају: кафа се служи ујутру и током дана, док се чај пије увече. Чај је обично ароматизован са ментом или жалфијом). Кафа по избору је обично турска или арапска кафа. Арапска кафа је незаслађена, али зачињена кардамомом. Домаћи воћни сокови су такође уобичајено пиће у домаћинству током топлих дана и током Рамазана, светог месеца за муслимански пост. Топло пиће од заслађеног млека са салепом украшеним орасима, кокосовим пахуљицама и циметом, познато је као сахлаб и служи се првенствено током зимске сезоне.
Арак је широко конзумирано пиће међу палестинским хришћанима и многим мање строгим муслиманима. Арак је бистро алкохолно пиће са аромом аниса које се помеша са водом да би омекшало и дало му кремасто белу боју. Конзумира се током посебних прилика као што су празници, венчања и окупљања или уз мезе. Пиво је такође пиће које се конзумира, а палестински град Тајбех на централној Западној обали садржи једину пивару на палестинским територијама. Поред обичног пива, пивара производи и безалкохолно пиво за конзервативне муслимане. Безалкохолна пића су такође уобичајена у палестинским домовима, а град Рамала има фабрику за флаширање Кока-коле, док Газа, Хеброн и Наблус имају дистрибутивне центре.

## Празнична кухиња
Постоји оштра разлика између палестинских јела која се једу на дневној бази у поређењу са онима резервисаним за празнике—који укључују породичне и верске прилике и за муслимане и за хришћане.

### Рамазан
У прошлости, током месеца поста Рамазана, градски мусахер би викао и ударао у бубањ како би пробудио становнике града на сухур (дословно 'зора') - обично врло рано, у распону од 4 до 6 сати ујутро. Оброци који се једу током овог периода су лагани, а храна укључује лабенех, сир, хлеб и пржена или кувана јаја заједно са разним течностима за пиће. Мујезинов позив на молитву у зору означавао је почетак савија или поста.
Прекид дневног поста традиционално почиње кратким конзумирањем урми и расхлађеног напитка. Палестинци праве разне напитке на бази воћа, укључујући ароме, тамар хинди или тамаринд, соус или сладић, харуб или рогач и Камар Едине. Тамар хинди се прави тако што се тамаринди потапају у води неколико сати, затим процеде, засладе и помешају са ружином водом и лимуновим соком. Харуб се прави слично, осим што се уместо тамаринда користи рогач. Камар Едине је направљен од сувих кајсија куваних и охлађених.
Термин ифтар има другачије значење у Рамазану, где се користи за описивање 'прекидања поста' за разлику од уобичајеног значења доручка ујутру. Ифтар почиње супом, направљеном од сочива, поврћа или фрикеха. Фрикех супа се прави од напукнуте, зелене пшенице куване у пилећем бујону. Постоји велики избор оброка који се послужују током ифтара, од малих тањира или чинија јела од поврћа до саније (великих тањира или послужавника) одређеног меса. Уобичајена мала јела на столу су бамија – назив за бамију у парадајз пасти, млокије – гулаш од корхора – или макали, низ пржених парадајза, патлиџана, кромпира, паприке и тиквица. Пилав или обичан фрикех се обично сервирају уз месо за вечеру. Свако домаћинство припрема додатну храну како би обезбедило своје комшије и оне мање срећне — који морају да добију једнаку верзију хране коју једу код куће.

### Празнични слаткиши
Уобичајени палестински десерт резервисан само за Рамазан је катајеф, који би могли да обезбеде бројни улични продавци у неколико већих палестинских градова или места, као и типична палестинска домаћинства. Катајеф је општи назив десерта у целини, али прецизније, назив теста који служи као основа. Резултат сипања теста у округлу ринглу изгледа као палачинке, осим што је само једна страна печена, а затим преклопљена. Пециво се пуни или несланим козјим сиром или млевеним орасима и циметом. Затим се пече и сервира са топлим шећерно-воденим сирупом или понекад медом.
Как би авја је пециво од гриза пуњено млевеним урмама званом 'ајва или ораси. Дезерт је традиционални оброк за хришћане током Ускрса, међутим, ка'ак би авја се такође припрема пред крај Рамазана, да би се јео током Рамазанског бајрама—муслиманског празника непосредно након Рамазана, као и током Курбан-бајрама. Током Мавлида — празника у част рођења исламског пророка Мухамеда — служи се Залабије, који се састоји од малих, хрскавих пржених лоптица од теста умочених у сируп. Тесто се прави од брашна, квасца и воде.
За новорођено дете припрема се посебан пудинг зван мугли. Десерт је направљен од млевеног пиринча, шећера и мешавине зачина, украшен бадемима, пињолима и орасима. Нови зуб новорођенчета слави се уз чиније заслађене пшенице или јечма, а слаткиши који се служе након обрезивања детета укључују баклаву и бурму. Хришћанске породице у жалости служе слатку лепињу познату као рахмех. То је јело које се једе у знак сећања на мртве и као гест благослова душе преминуле особе. Грчка православна црква нуди посебан послужавник са куваним житом прекривеним шећером и слаткишима након парастоса.

## Даље читање
- Christiane Dabdoub Nasser (2001). Classic Palestinian Cookery,. Saqi Books. ISBN 0-86356-548-4.. London.
- Christiane Dabdoub Nasser (2008). Classic Palestinian Cuisine,. Saqi Books. ISBN 0-86356-618-9.. London.
- Aziz Shihab (1993). A Taste of Palestine: Menus and Memories,. Corona Publishing Co. ISBN 0-931722-93-4..